# Mirosław Huzil
Mirosław Huzil (ur. 1956) – polski koszykarz, występujący na pozycji obrońcy, po zakończeniu kariery zawodniczej – trener koszykarski.

## Osiągnięcia
Klubowe
- Mistrz Polski (1982)
- Wicemistrz Polski (1983)
- Awans do najwyższej klasy rozgrywkowej z Gwardią Wrocław (1976, 1980)